# 粤州
粤州，唐朝时设置的州。
貞觀四年（630年）置，治所在龙水县（今广西壮族自治区宜州区）。辖境相当今宜州市一带。下辖龙水县、崖山县（今广西河池市宜州区石别镇石排村）、东玺县（今广西河池市宜州区怀远镇）白马村、天河县（今广西河池市宜州区安马乡）。乾封中改名宜州。天宝初年，改为龙水郡。乾元初年，复为宜州。南宋咸淳初年，以宋度宗潜邸，升为庆远府。元朝为庆远路。大德元年（1297年），改为庆远南丹溪洞等处军民安抚司。明朝清朝时为庆远府。